# Ильичёво (Ленинградская область)
Ильичёво (до 1948 — Ялкала, фин. Jalkala) — посёлок в Первомайском сельском поселении Выборгского района Ленинградской области.

## Название
Топоним Ялкала в дословном переводе означает «Ножное» и происходит от родового имени.
В 1948 году, в честь вождя мирового пролетариата, скрывавшегося несколько дней в деревне Ялкала, её переименовали в деревню Ульяновская. Через полгода название было изменено на Ильичёво, так как выяснилось, что наименование Ульяновский уже было выбрано для посёлка Райвола.
Переименование было закреплено указом Президиума ВС РСФСР от 13 января 1949 года.

## История
Первые сведения о деревне Ялкала относятся к 1778 году.
В августе 1917 года в деревне Ялкала, в домике Петра Парвиайнена несколько дней скрывался от Временного правительства В. И. Ульянов (Ленин).
30 мая 1918 года в туберкулёзном санатории расположенном в деревне Ялкала умер известный марксист Г. В. Плеханов.

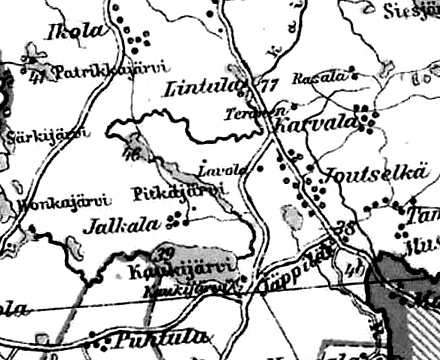
Деревня Ялкала на финской карте 1923 года

До 1939 года деревня Ялкала входила в состав волости Кивеннапа Выборгской губернии Финляндской республики, деревня насчитывала 17 домов.
С 1 мая 1940 года по 30 сентября 1948 года — в составе Райволовского сельсовета Райволовского района. 
С 1 июля 1941 года по 31 мая 1944 года — финская оккупация. 
С 1 октября 1948 года — в составе Ленинского сельсовета Рощинского района. В 1948 году в деревне началось строительство Главной экспериментальной базы Государственного гидрологического института (ГЭБ ГГИ). В ходе укрупнения хозяйства к деревне были присоединены соседние селения Питкяярви, Лаволанмяки, Каукъярвенхови, Терваполтти и Метсола.
С 1 января 1949 года учитывается административными данными как посёлок Ильичёво. 
В 1961 году население посёлка составляло 161 человек.
С 1 февраля 1963 года — в составе Выборгского района.
Согласно данным 1966, 1973 и 1990 годов посёлок Ильичёво входил в состав Ленинского сельсовета.
В 1997 году в посёлке Ильичёво Ленинской волости проживали 1285 человек, в 2002 году — 1229 человек (русские — 92 %).
В 2007 году в посёлке Ильичёво Первомайского СП проживали 1039 человек, в 2010 году — 1114 человек.

## География
Посёлок располагается в южной части района на автодороге 41К-097 (подъезд к г. Зеленогорску).
Расстояние до административного центра поселения — 11 км. 
Расстояние до ближайшей железнодорожной станции Зеленогорск — 11 км. 
Посёлок находится на берегах озёр Большое Симагинское и Длинное. Через посёлок протекает река Верхняя. К югу от посёлка расположены болота Смолянка и Баранья Голова, к северу — болото Туманное.

## Демография
| 2007 | 2010  | 2017 | 2021  |
| ---- | ----- | ---- | ----- |
| 1039 | ↗1114 | ↘943 | ↗1564 |

## Достопримечательности
- В одном километре к юго-востоку от посёлка расположен, основанный в 1976 году, гидрологический заказник «Болото Ламминсуо». Это типичное верховое болото камового ландшафта Карельского перешейка, покрытое редкой сосной и вереском, является местом стоянок птиц на пролете, тока боровой дичи. Здесь же расположена Экспериментальная болотная станция Государственного гидрологического института, проводятся полевые занятия студентов-биологов[3].
- Историко-этнографический музей-заповедник «Ялкала»[15].

## Фото

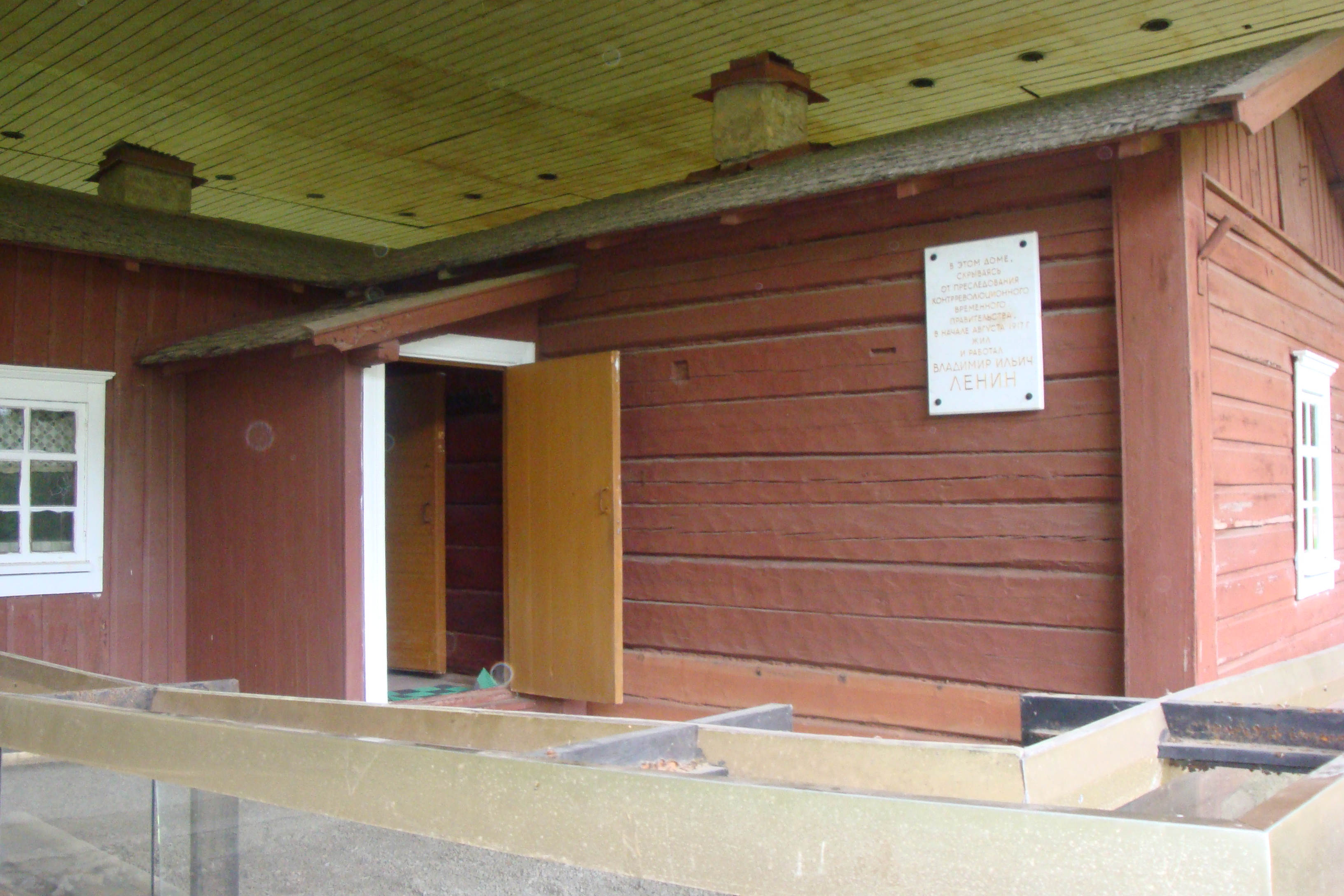
Дом-музей Ленина
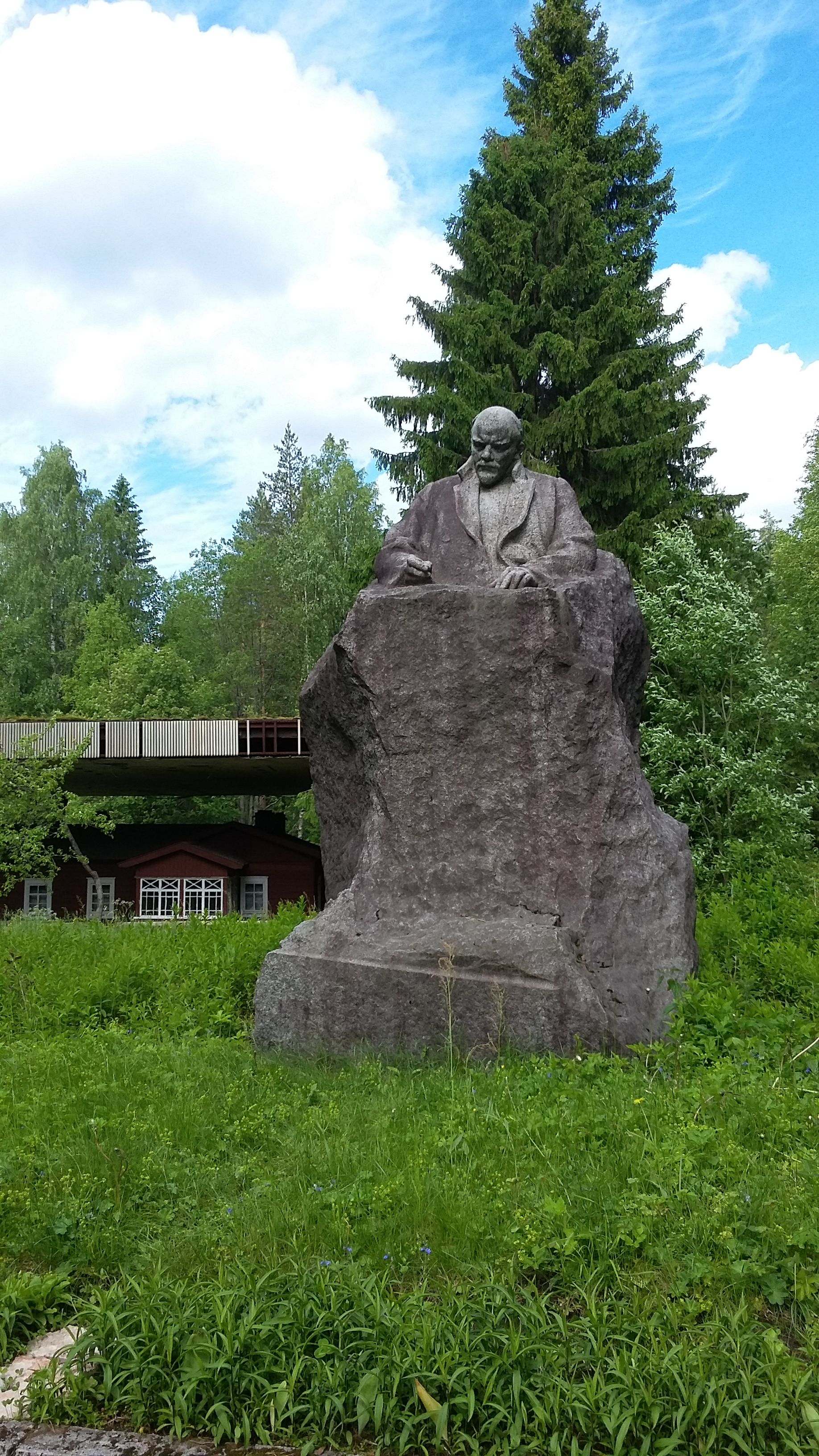
Памятник Ленину
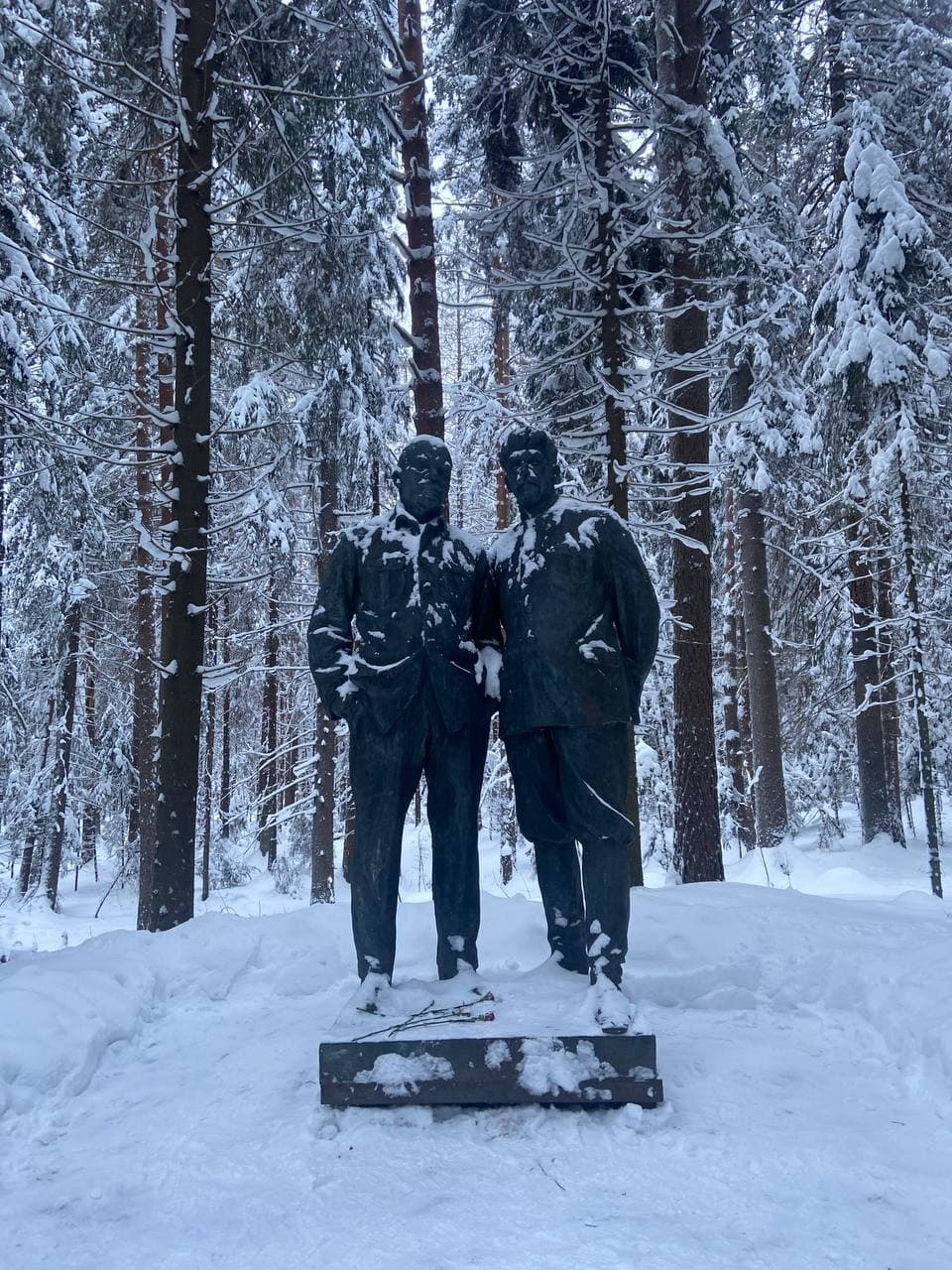
Памятник Ленину и Сталину

## Улицы
Берёзовый проезд, Береговая, Бобровый тупик, Болотная, Большая Горка, Верхняя, Весёлая, Дачная, Долгая, Заречная, Звёздная, Звёздный проезд, Зелёная, Кооперативный проезд, Крайний проезд, Лесная, Летний проезд, Линтульская аллея, Луговая, Нагорная, Новая, Озерная, Парковая, Подъездная, Придорожная, Садовая, Светлая, Сельская, Сиреневая, Сиреневый проезд, Солнечная, Солнечный переулок, Тихая, Хвойная, Цветочная.